# اما هاروکا ایوائو
اما هاروکا ایوائو دانشمند رایانه ژاپنی و مشاور توسعه فضای ابری در گوگل است. در سال ۲۰۱۹ هاروکا ایوائو دقیق‌ترین مقدار عدد پی در جهان را محاسبه کرد؛ که شامل ۳۱٫۴ تریلیون رقم، بسیار بیشتر از رکورد قبلی ۲۲ تریلیون است. او در سال  ۲۰۲۲  رکورد پیشینش را شکست.هاروکا ایوائو با استفاده از برنامه‌ی y-cruncher و الگوریتم Chudnovsky توانست رکورد پیشین خود را بکشند و عدد پی را تا رقم ۱۰۰ تریلیونم محاسبه کند.
گفته می‌شود پس از شروع محاسبه در اکتبر ۲۰۲۱، کار کامپیوترها تا مارس ۲۰۲۲ به‌طول انجامید. کل فرایند ۱۵۷ روز بوده که در‌مقایسه‌با ۱۲۱ روزی که در سال ۲۰۱۹ صرف یافتن عددی کوتاه‌تر شد، بیش از دو برابر سریع‌تر پیش رفته است.

## سنین جوانی و تحصیل
ایوائو در کودکی به عدد pi علاقه پیدا کرد. او از ریاضیدانان ژاپنی، از جمله یاسوماسا کانادا الهام گرفته بود. او در رشته علوم کامپیوتر در دانشگاه تسوکوبا تحصیل کرد، جایی که توسط Daisuke Takahashi تدریس می‌شد. او قبل از شروع تحصیلات تکمیلی در زمینه محاسبات، در سال ۲۰۰۸ به عنوان نفر برتر جایزه دین را به دست آورد. رسالهٔ دکترای او در مورد سیستم‌های رایانه ای با عملکرد بالا بود. ایوائو پس از فارغ‌التحصیلی، چندین بار به عنوان مهندس نرم‌افزار مشغول به کار شد، و روی قابلیت اطمینان سایت برای Panasonic ,GREE و Red Hat کار کرد.

## حرفه
ایوائو در سال ۲۰۱۵ به عنوان مشاوره توسعه فضای ابری به گوگل پیوست. او در توکیو در گوگل کار کرد و سپس در سال ۲۰۱۹ به سیاتل نقل مکان کرد. او همچنین به توسعه دهندگان برنامه کمک می‌کند. او کار می‌کند تا محاسبات ابری را برای همه راحت تر کند. او نسخه‌های آموزشی و محتوای آموزشی آنلاین را تهیه می‌کند.
ایوائو در مارس ۲۰۱۹ با استفاده از ۱۷۰ ترابایت داده (TB) مقدار عدد پی را به دقت ۳۱٫۴ تریلیون رقم محاسبه کرد. در محاسبه از یک برنامه چند رشته‌ای به نام y-cruncher استفاده شده‌است. این ۱۲۱ روز در بیش از ۲۵ دستگاه اجرا شد.